# 为了谁
《为了谁》由邹友开作词、孟庆云作曲，是一首以战友、乡亲、兄弟姐妹为喻，旨在表达对特定环境下解放军官兵和中国共产党党员、领导幹部崇敬之情的歌曲。时值1998年中国水灾，时任中国中央电视台文艺中心主任的邹友开写了歌词《为了谁》，邀请祖海演唱。当祖海随摄制组奔赴灾区，目睹解放军坚持守在堤坝上的场景后，心受感动，遂录制了本歌曲。歌曲播出后引起了全国较大反响。男女对唱版本由祖海和佟铁鑫演唱。